# Síndrome de Stevens-Johnson
La síndrome de Stevens-Johnson (SSJ), abans anomenada síndrome de Lyell, és un tipus de reacció cutània immunitària greu davant determinats fàrmacs o els seus metabòlits, per regla general. Junt amb la necròlisi epidèrmica tòxica (NET) i la mixta Stevens-Johnson/necròlisi epidèrmica tòxica (SSJ/NET), la SSJ és la forma menys greu. L'eritema multiforme (EM) es considera generalment una condició separada. Els primers símptomes de la SSJ inclouen febre i símptomes com de grip. Pocs dies després apareixen butllofes i la pell es pela formant zones ulcerades i doloroses. Les membranes mucoses, com la boca, típicament també s'afecten. Entre les complicacions s'inclou la deshidratació, sèpsia, bronquiolitis obliterant, pneumònia i fallada de diversos òrgans.
La causa més freqüent són certs medicaments com ara lamotrigina, carbamazepina, fenitoïna, metotrexat, al·lopurinol, sulfonamida o nevirapina. Altres causes poden ser les infeccions per Mycoplasma pneumoniae o citomegalovirus i el consum d'olis comercials amb cannabidiol. Sovint, és un procés idiopàtic. Els factors de risc són el VIH/SIDA i el lupus eritematós sistèmic.
El diagnòstic de la SSJ es basa en la implicació de menys del 10 per cent de la pell. Es coneix amb el nom de NET quan hi participa més del 30 per cent de la pell i es considera una forma intermèdia quan hi participa un 10-30 per cent. Les reaccions SSJ/NET segueixen un mecanisme d'hipersensibilitat de tipus IV. També s'inclou en el grup de les reaccions adverses cutànies greus la reacció per fàrmac amb eosinofília i símptomes sistèmics (síndrome de DRESS), la pustulosi exantemàtica generalitzada aguda (AGEP) i la necròlisi epidèrmica tòxica.
El tractament té lloc generalment a l'hospital, en una unitat de cremats o de cures intensives. El maneig terapèutic d'aquesta síndrome i de la necròlisi epidèrmica tòxica inclou la identificació i supressió de les seves causes, la medicació contra el dolor, els antihistamínics, els antibiòtics, les immunoglobulines intravenoses, els glucocorticoides tòpics i la plasmafèresi en alguns casos. Juntament amb la NET, la SSJ afecta entre 1 i 2 persones per milió i any. L'inici típic té menys de 30 anys. La pell sol regenerar-se entre dues o tres setmanes; tanmateix, la recuperació completa pot trigar mesos. En general, el risc de mort amb SSJ és del 5 al 10 per cent.